# Yaycı
Yaycı è un comune dell'Azerbaigian situato nel distretto di Culfa.